# Municipio de Little Britain
El municipio de Little Britain (en inglés: Little Britain Township) es un municipio ubicado en el condado de Lancaster en el estado estadounidense de Pensilvania. En el año 2000 tenía una población de 3.514 habitantes y una densidad poblacional de 49.5 personas por km².

## Geografía
El municipio de Little Britain se encuentra ubicado en las coordenadas 39°44′30″N 76°07′35″O / 39.74167, -76.12639.

## Demografía
Según la Oficina del Censo en 2000 los ingresos medios por hogar en la localidad eran de $50,017 y los ingresos medios por familia eran de $51,549. Los hombres tenían unos ingresos medios de $42,063 frente a los $25,694 para las mujeres. La renta per cápita de la localidad era de $18,563. Alrededor del 13,6% de la población estaba por debajo del umbral de pobreza.